# Хоккайдо (гарбуз)
Гарбуз «Хоккайдо» (англ. Red kuri squash) (катакана: ウ チ キ ク リ) — зимовий різновид гарбуза має тонку шкірку помаранчевого кольору, культивований сорт виду Cucurbita maxima. Має вигляд маленького гарбуза без хребтів. Він належить до групи гарбузів Хаббарда.
Усередині твердої зовнішньої шкірки є тверда м'якоть, яка має дуже ніжний і м'який каштановий смак. Існує кілька різновидів цього підвиду.

## Історія
Зазвичай вважається, що всі гарбузи походять з Мезоамерики але, можливо, їх вирощували незалежно в інших місцях, хоча і пізніше.
В Україні відомий під назвою гарбуз «Хоккайдо», в інших країнах цей гарбуз зазвичай називають «червоним гарбузом курі», «японським гарбузом», «помаранчевим гарбузом Хоккайдо», «малим червоним гарбузом Хаббарта» або «гарбуз Учікі курі». В Японії слово курі може означати або гарбуз, про який йдеться в цій статті, або японські каштани. У Франції його називають потімарроном, а у Сполученому Королівстві — «цибулевим гарбузом».
Гарбуз Хоккайдо, переважно вирощують в Японії, Каліфорнії, Флориді, Південно-Західному Колорадо, Мексиці, Тасманії, Тонзі, Новій Зеландії, Чилі, Провансі та Південній Африці, добре адаптований для клімату, який забезпечує вегетаційний період 100 і більше днів. Більшість гарбузів, вирощених в Каліфорнії, Колорадо, Тонги та Новій Зеландії, експортується до Японії.

## Характеристика
Цей морозостійкий гарбуз дозріває на сильному сонці і стійкий до посухи. Кожна лоза дає кілька плодів у формі краплини, як правило, три. Гарбуз дозріває приблизно через дев'яносто днів після цвітіння.
Гарбуз — це зимовий сорт із твердою оболонкою та твердою жовтою м'якоттю. М'якоть часто має зелений відтінок під насінням.

## Кулінарне використання

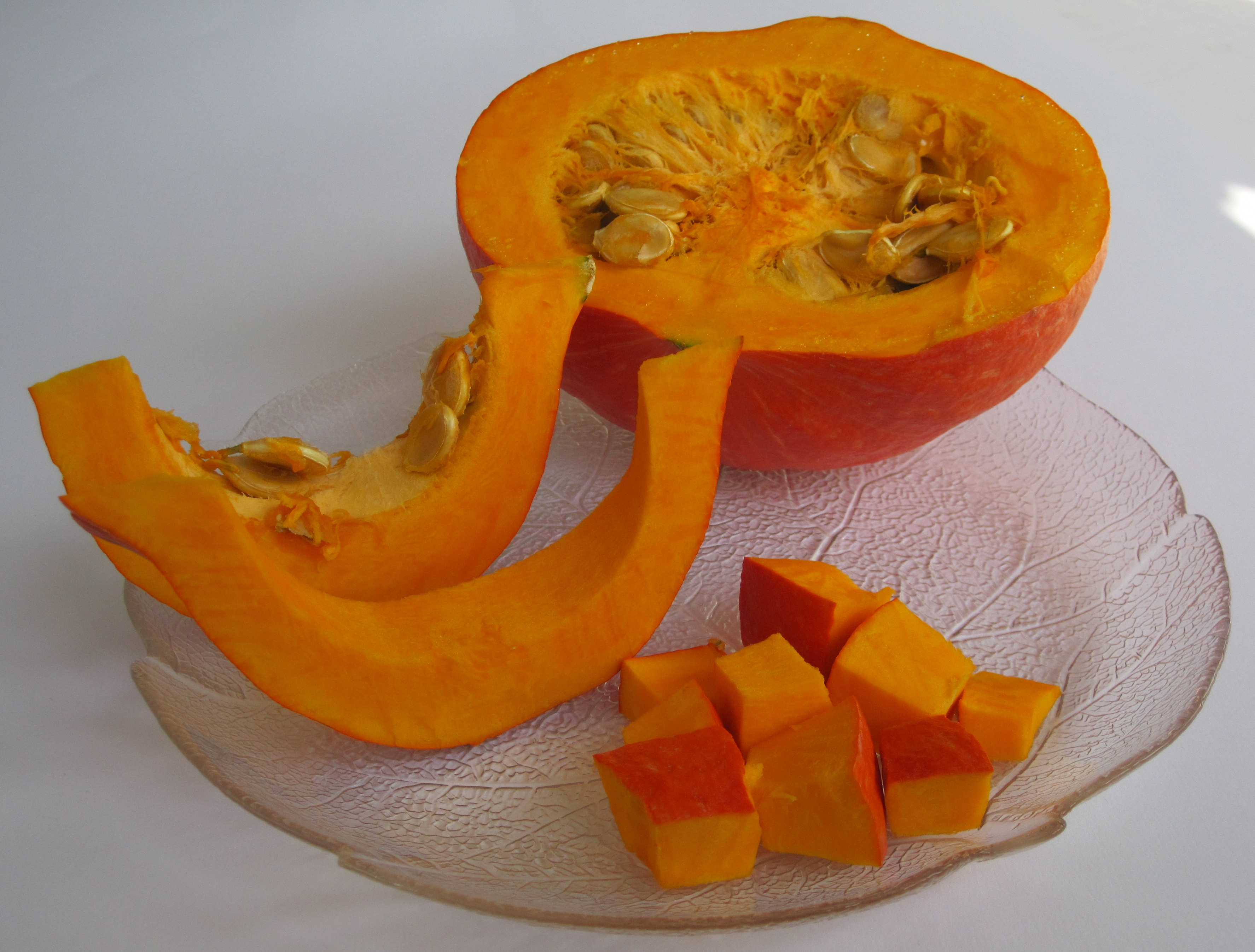
Червоний гарбуз Хоккайдо, підготовлений для приготування.

Наповнений ароматом і солодкий червоний гарбуз Хоккайдо часто готують з маслом і травами. Це інгредієнт різноманітних супів, рагу та запіканок. З нього можна приготувати тістечка, швидкий хліб, булочки, печиво, варення та пироги з начинкою горіхового смаку. Його можна запікати, варити, готувати в мікрохвильовій печі, готувати на пару, пасерувати або смажити. Цей гарбуз отримує солодкий смак і текстуру у фритюрі. Насіннєва порожнина ідеально підходить для фарширування.
Особливістю сорту Хоккайдо також є можливість вживання плодів разом з шкіркою, яка при тепловій обробці стає м'якою.

## Поживні властивості
Гарбуз Хоккайдо є хорошим джерелом клітковини. Він також багатий на вітамін A та вітамін C, деякі вітаміни групи B, кальцій, калій, залізо, рибофлавін та тіамін. Цей гарбуз із низьким вмістом калорій і натрію, також містить бета-каротин.
Поживні дані (1 склянка, приготований, кубики):
- Калорії: 79,95
- Білок: 1,82 грама
- Вуглеводи: 17,94 грама
- Харчові волокна: 5,74 грама
- Кальцій: 28,7 мг
- Залізо: 0,67 мг
- Калій: 895,85 мг
- Фолат: 57,40 мкг
- Вітамін: А 7 291,85